# Pijplijnachtbaan
Een pijplijnachtbaan is een achtbaantype waarbij de achtbaantrein zich in een omhullende constructie met daarin de rails bevindt.

## Algemene informatie
Bij een pijplijnachtbaan bevindt de achtbaantrein zich niet boven of onder de rails maar er tussen. De rails is gemonteerd aan een stalen skelet dat lijkt op een pijplijn. Door de rails rond de hartlijn van de pijpleiding en achtbaantrein te roteren is het mogelijk de pijplijnachtbaan over de kop te laten gaan.
De pijplijnachtbanen gebouwd door TOGO hebben een bijzondere lay-out omdat alle rails zich in één verticaal vlak bevindt. De pijplijnachtbanen gebouwd door Intamin AG maken ook bochten en hebben een meer conventionele achtbaanlay-out.

## Gebouwde pijplijnachtbanen
Er zijn in totaal 8 pijplijnachtbanen gebouwd.
- Megaton in Mitsui Greenland
- Spiral Coaster in Al-Sha'ab Leisure Park (gesloten in 2005 en in 2017 afgebroken)
- Ultra Coaster in Marah Land Sabahiya
- Ultra Twister ligt opgeslagen in Six Flags America
- Ultra Twister in Washuzan Highland
- Ultra Twister in Nagashima Spa Land
- Ultra Twister in Rusutsu Resort
- Ultra Twister in Tokyo Dome City (gesloopt in 1997)